# 普热梅斯瓦夫·普鲁辛凯维奇

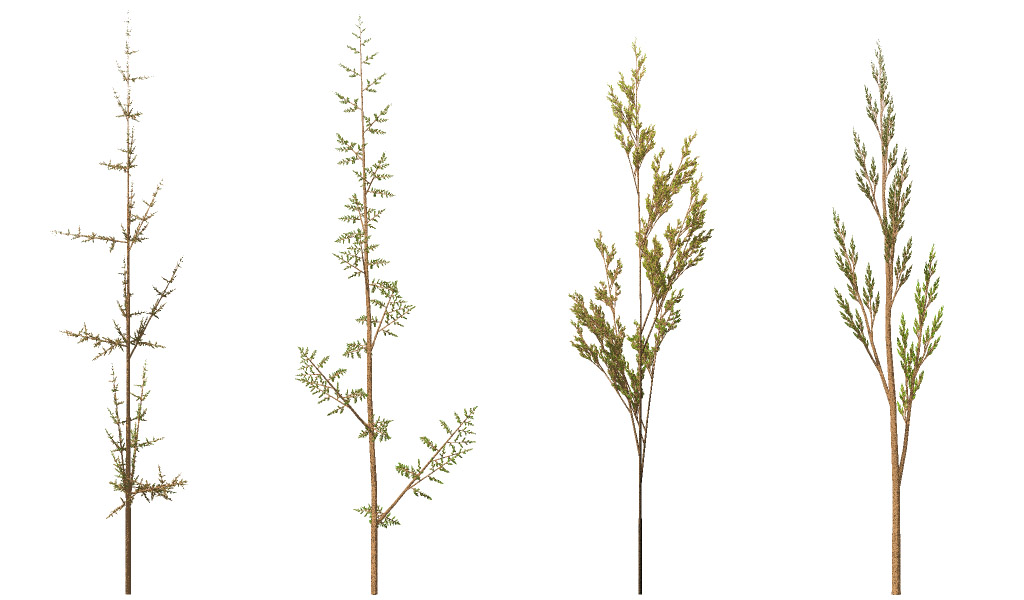
L系統生成的植物样结构

普热梅斯瓦夫·普鲁辛凯维奇（[ˈpʂɛmɛk pruɕiŋˈkjevit͡ʂ]，1952年—）是一位波兰数学家和计算机科学家，毕业于华沙理工大学，现为卡尔加里大学教授，研究方向为大自然中的斐波那契数与L系統，主要作品有《植物的算法之美》（The Algorithmic Beauty of Plants）等。